# 小芸木
小芸木（学名：Micromelum integerrimum）为芸香科小芸木属下的一个种。

## 扩展阅读
- 維基物種上的相關：小芸木